# 10Base5

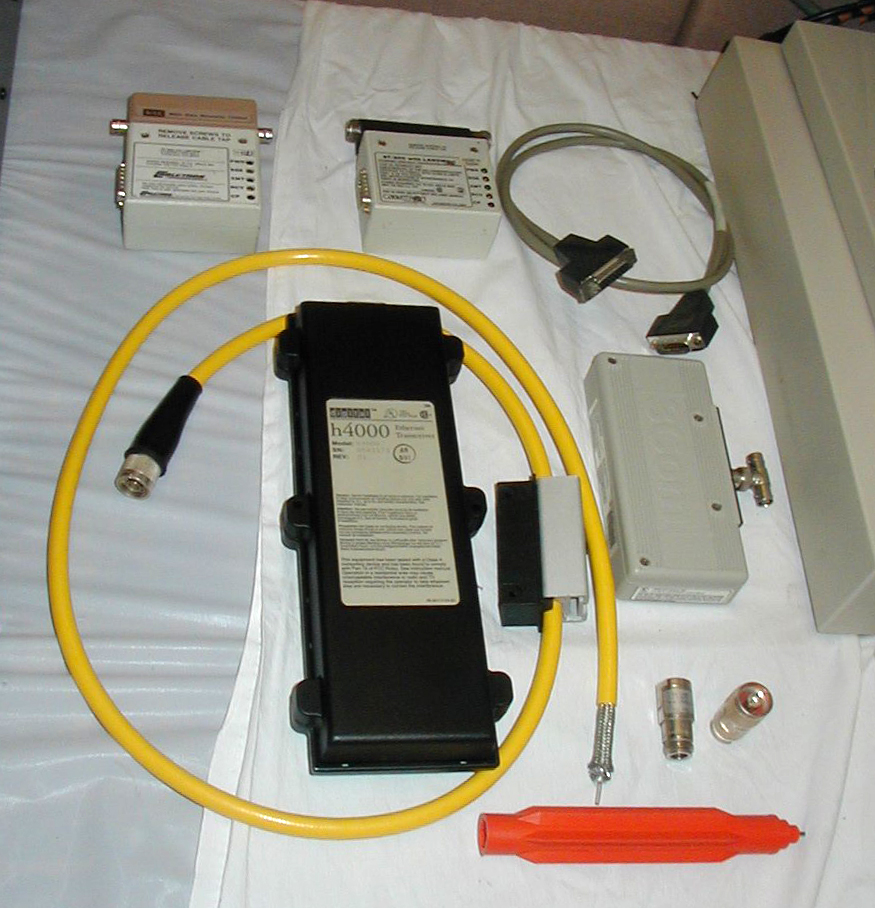
Prvky sítě Ethernet 10Base5: koaxiální kabel má žlutou barvu, šedý kabel vpravo nahoře je AUI kabel pro propojení síťově karty (v počítači) s transceiverem (na kabelu), šedé krabičky jsou transceivery, oranžový nástroj slouží k vytváření odboček na koaxiálním kabelu.

10Base5 (nebo též Tlustý Ethernet nebo Žlutý kabel) je označení historicky nejstarší verze Ethernetu. Pracuje s rychlostí 10 Mbit/s, dovoluje vytvářet segmenty délky až 500 metrů s nejvýše 100 počítači. Označení „Tlustý“ (anglicky „Thick“) si vysloužil díky poměrně velké tloušťce použitého kabelu stejně jako označení „žlutý“ (kabel měl žlutou barvu). 10Base5 je realizováno pomocí koaxiálního kabelu o impedanci 50 Ω a průměru 0,4 palce (přibližně 10 mm). Nástupcem byla technologie 10Base2 („tenký Ethernet“).

## Co znamená označení 10Base5
- číslo „10“ vyjadřuje nominální přenosovou rychlost v megabitech za sekundu (tedy 10 Mbit/s)
- slovo „Base“ označuje, že přenos je prováděn v tzv. základním pásmu, tzn. že není prováděna modulace signálu na jiný, médiem lépe průchozí signál
- číslo „5“ vyjadřuje maximální délku jednoho souvislého kabelového segmentu, udávanou ve stovkách metrů (tedy 500 m). Po této vzdálenosti se musí připojit repeater. Těch může být připojen pouze omezený počet. Do této délky se nepočítá délka tzv. drop kabelů.

Thick ethernet má jednu z výhod tu, že se dá na koaxiálním kabelu vytvořit několik odboček. Odbočka se vytváří tak, že se na koaxiální kabel připojí transceiver. Ten se připojuje pomocí zvláštních konektorů (tzv. vampíří přípoje), které se přišroubují na označené místo na kabelu, kde se konektor zapíchne jednou špičkou do středového kabelu a druhou do opletení. Tato metoda dovoluje připojení ke kabelu bez jeho přerušení, což je více spolehlivé a méně ztrátové. Z transceiveru může vést až 50 m dlouhý „drop“ kabel AUI. Na každém segmentu (500 m „tlustého koaxu“) může být připojeno maximálně 100 stanic. Každý konec segmentu musí být ukončen odporem (tzv. terminátorem) o stejné impedanci jako je impedance kabelu (což je 50 Ω).

## Výhody a nevýhody

### Výhody
- malá síť nevyžaduje žádné centrální prvky
- vysoká odolnost proti rušení díky čtyřnásobnému opletení
- rychlost šíření signálu je 0,77 c
- možnost připojení odboček (tzv. drop kabelů)

### Nevýhody
- komplikovaná instalace kabelů (malá ohebnost) poněkud vyvážená tím, že počítač nemusí být v bezprostřední blízkosti kabelu (je připojen AUI kabelem)
- obtížné vytváření odboček pro připojení počítačů
- nutnost opatření každého konce koaxiálního kabelu speciálním zakončovacím členem, tzv. terminátorem
- nedeterministická metoda přístupu ke sdílenému médiu CSMA/CD
- vyšší cena než 10Base2
- přenosová rychlost pouze 10 Mbit/s